# Кінологічна федерація Грузії
Кінологічна федерація Грузії (груз. საქართველოს კინოლოგიური ფედერაციის) — організація, яка займається управлінням кінологічними товариствами (клубами любителів собак і т. ін.), організацією виставок, змагань і ярмарків на території Грузії.

## Історія
Кінологія Грузії отримала офіційний статус в 1991 році одночасно зі створенням Кінологічної федерації Грузії, яка у 1997 році приєдналася до Міжнародної кінологічної Федерації як контрактний партнер. З 2001 року Кінологічна федерація Грузії є асоційованим членом Міжнародної кінологічної Федерації.
З моменту заснування Федерація відіграє помітну роль в європейській кінології, тісно співпрацює з кінологічними організаціями різних європейських держав, регулярно проводить національні та міжнародні виставки собак, підтримує численні грузинські кінологічні клуби, спільноти і притулки, активно популяризує такі автентичні породи, як: кавказька вівчарка і гірська грузинська собака.
На даний час Кінологічна Федерація Грузії [Архівовано 9 листопада 2019 у Wayback Machine.] (КФГ) є єдиною кінологічною організацією на території країни, офіційно визнаною Міжнародною Кінологічною Федерацією.

## Експерти Кінологічної федерації Грузії
| Експерт               | Суддівський лист                                      |
| --------------------- | ----------------------------------------------------- |
| Гія Гіоргадзе         | Кавказька вівчарка, Середньоазіатська вівчарка        |
| Заза Омаров           | Всі групи, всі породи, Best in Show                   |
| Георгій Щеголь        | Всі групи, всі породи, Best in Show                   |
| Заза Асанішвілі       | Породи [Архівовано 4 березня 2016 у Wayback Machine.] |
| Людмила Бацікадзе     | Група IV (всі породи), Бассет хаунд                   |
| Вікторія Гайдарова    | Породи [Архівовано 4 березня 2016 у Wayback Machine.] |
| Наталія Мествірішвілі | Породи [Архівовано 4 березня 2016 у Wayback Machine.] |
| Георгій Чулухадзе     | Породи [Архівовано 4 березня 2016 у Wayback Machine.] |
| Гурам Цінцадзе        | Кавказька вівчарка                                    |
| Темур Цагарєїшвілі    | Кавказька вівчарка                                    |
| Інна Рухадзе          | Породи [Архівовано 4 березня 2016 у Wayback Machine.] |

## Клуби Кінологічної федерації Грузії
- Клуб любителів кавказької вівчарки «BOMBORA»
- Грузинський об'єднаний Кеннел-клуб
- Клуб «LORDLAMARI»
- Клуб «ELITA»
- Центральний Кеннел-клуб
- Клуб «PRESTIGE»
- Клуб «KENNEL LAND»
- Клуб «TOBE»
- Пойнтер-клуб Грузії
- Аджарська кінологічна федерація

## Комісії в складі КФГ
- Виставкова комісія
- Кваліфікаційна комісія
- Племінна комісія
- За робочими якостями і по спорту

## Керівництво КФГ
- Гія Гіоргадзе, Президент
- Заза Омаров, Генеральний секретар